# 오류출장소
오류출장소(梧柳出張所)는 옛 경기도 부천군 소사읍의 일부 지역이 1963년에 서울특별시에 편입되어 설치된 출장소이다.  현재의 서울특별시 구로구 서부 지역(구로구 갑 선거구)을 관할하였다. 이 지역의 대부분은 본래 부평군 수탄면(水呑面)이었고 항동은 옥산면(玉山面)에 속해있었다.

## 연혁
- 1962년 12월 12일 경기도 부천군 소사읍의 일부 지역이 서울특별시에 편입되었다.[1]
- 1963년 1월 1일 이 지역을 관할하는 오류출장소를 설치하였다.[2]
- 1967년 오류, 양동, 관악출장소를 폐지하고 영등포구직할에 두었다.
- 1980년 4월 1일 옛 오류출장소 지역이 구로구로 분리되었다.[3]

## 같이 보기
- 소사읍
- 구로구
- 구로구 갑